# Valentina Párraga
Valentina Párraga é uma atriz, escritora e roteirista mexicana.

## Filmografia
- De que te quiero, te quiero (2013/14)
- La patrona (2013)
- Amorcito corazón (2011/12)
- Mi corazón insiste en Lola Volcán (2011)
- La reina del sur (2011)
- Doña Bárbara (2008/09)
- ¡Anita, no te rajes! (2004/05)
- Trapos íntimos (2002/03)
- Viva la Pepa (2001)
- Carita pintada (1999/2000)
- Niña mimada (1998)
- Dulce enemiga (1995/96)
- María Celeste (1994)
- Por amarte tanto (1992/93)
- Bellísima (1991/92)
- Mundo de fieras (1991)
- Inés Duarte, secretaria (1990/91)